# Especial MTV (programa)
Especial MTV foi um programa da MTV Brasil onde shows, entrevistas e bastidores dos artistas eram exibidos. A ideia da série era gravar shows com grandes nomes da MPB e performances de bandas e artistas no estúdio.

## Artistas participantes
| Ano  | Título                                                     | Artista                                             |
| ---- | ---------------------------------------------------------- | --------------------------------------------------- |
| 2008 | Especial MTV: Luiz Melodia - Estação Melodia - Ao Vivo     | Luiz Melodia                                        |
| 2009 | Especial MTV: Zeca Pagodinho - Uma Prova de Amor - Ao Vivo | Zeca Pagodinho                                      |
| 2011 | Especial MTV: A Curva da Cintura                           | Arnaldo Antunes, Edgard Scandurra e Toumani Diabaté |

## Curiosidades
- Assim como o MTV Apresenta, o Especial MTV não possui formato fixo, como o Acústico MTV e o MTV ao Vivo; o Especial MTV: A Curva da Cintura foi gravado em estúdio e traz um documentário sobre a produção do álbum.
- O Especial MTV: A Curva da Cintura reuniu três artistas (Arnaldo Antunes, Edgard Scandurra e Toumani Diabaté) em um único projeto, mesma ideia dos projetos Acústico MTV: Bandas Gaúchas (2005), MTV ao Vivo: 5 Bandas de Rock (2007) e MTV Apresenta: Sintonizando Recife (2008), realizados com a mesma produção.
- Em 2005, a banda Capital Inicial lançou em CD e DVD, o álbum MTV Especial: Capital Inicial - Aborto Elétrico, que conta com músicas compostas à época da banda Aborto Elétrico e traz um documentário com depoimentos do grupo. O álbum leva o nome MTV Especial, porém, não faz parte da série.